# Murrough O'Brien, I conde de Thomond
Murrough O'Brien, I conde de Thomond (en irlandés: Murchadh Carrach Ó Briain) (muerto 7 de noviembre de 1551) fue el último Rey de Thomond, y descendiente del Rey Supremo de Irlanda, Brian Boru.

## Biografía
Miembro de la nobleza irlandesa, era hijo de Toirdhealbhach Donn Ó Briain y su segunda mujer, Raghnait MacNamara, y también hermano de Connor, que fue inaugurado Rey de Thomond en 1528. Fue educado en Inglaterra y un protestante convencido. A la muerte de su hermano en 1539 apartó a su sobrino Donough y se proclamó Rey de Thomond. Se casó con Eleanor Fitzgerald, hija de Thomas Fitzgerald, Caballero del Valle. Tuvieron tres hijos y cuatro hijas.
El 1 de julio de 1543 O'Brien rindió su realeza irlandesa a Enrique VIII de Inglaterra y ese mismo año fue elevado a la nobleza de Irlanda como Conde de Thomond, con su sobrino Donough como heredero (que fue creado Barón Ibrackan el mismo día) y Barón Inchiquin, título que heredarían sus descendientes varones. La concesión de títulos ingleses estaba condicionada al abandono de títulos nativos, la adopción de leyes y costumbres inglesas, la promesa de lealtad a la Corona inglesa, apostasía de la Iglesia católica, y conversión a la Iglesia anglicana.
En agosto de ese mismo año entró en el Consejo privado del rey. Lord Thomond murió el 7 de noviembre de 1551. Fue sucedido como conde por su sobrino Donough, mientras la baronía de Inchiquin pasó a su priogénito Dermod. Fue también padre de Teige Mac Murrough O'Brien, que fue Gran Sheriff de Thomond. De sus hijas, Lady Honora O'Brien casó con Sir Rory Gilla Duff O'Shaughnessy y Margaret O'Brien casó con Richard Burke, II conde de Clanricarde, aunque se divorciaron después de que él alegara que ella le estaba haciendo brujería.

## Lectura complementaria
- Lodge, John; Archdall, Mervyn (1789). The peerage of Ireland: or, A genealogical history of the present nobility of that kingdom 2. Dublin: James Moore. pp. 27-30. Consultado el 28 de diciembre de 2011.
- O'Donoghue, John (1860). Historical memoir of the O'Briens: with notes, appendix, and a genealogical table of their several branches. Hodges, Smith, & Co. pp. 179-193. Consultado el 28 de diciembre de 2011.

| Títulos reales               | Títulos reales             | Títulos reales               |
| ---------------------------- | -------------------------- | ---------------------------- |
| Precedido por Connor O'Brien | Rey de Thomond 1539–1543   | Abolido                      |
| Nobleza de Irlanda           |                            |                              |
| Nueva creación               | Conde de Thomond 1543–1551 | Sucedido por Donough O'Brien |
| Nueva creación               | Baron Inchiquin 1543–1551  | Sucedido por Dermod O'Brien  |

- Datos: Q6939613